# Ostedes rufipennis
Ostedes rufipennis là một loài bọ cánh cứng trong họ Cerambycidae.